# Marcelo Torcuato de Alvear
Marcelo Torcuato de Alvear, nome completo Máximo Marcelo Torcuato de Alvear Pacheco (Buenos Aires, 4 ottobre 1868 – Buenos Aires, 23 marzo 1942), è stato un politico argentino, presidente dell'Argentina dal 12 ottobre 1922 al 12 ottobre 1928.
Ha sposato la famosa soprano e filantropa portoghese Regina Pacini.
Era fratello di Carlos Torcuato de Alvear, 3° figlio di Torcuato de Alvear, entrambi sindaci di Buenos Aires, e nipote di Carlos María de Alvear.
Ha partecipato attivamente alle rivoluzioni radicali che si sono verificate nel 1890 e 1893, con l'adesione all'Unione civica che avrebbe portato alla creazione dell'Unione Civica Radicale, fu uno dei membri dell'aristocrazia Argentina fra i primi ad aderire ad un partito popolare. Lì divenne amico di personaggi come Leandro N. Alem e Hipólito Yrigoyen, essendo segretario del primo e padrino delle armi del secondo. Nelle elezioni per il rinnovo dei seggi legislativi tenutesi dopo la riforma elettorale della legge Sáenz Peña nel 1912, Alvear fu eletto deputato, carica che ricoprì per due anni. Quando Yrigoyen assunse la presidenza nel 1916 nominò Alvear ambasciatore in Francia. Yrigoyen ha dato il suo sostegno ad Alvear per presiedere il comitato UCR, e quindi gli succede nella presidenza dell'Argentina. Alvear fu eletto presidente mentre rappresentava il suo paese in Francia. Poco dopo il suo insediamento, si verificarono delle divergenze fra le parti radicali del partito, rompendo così il rapporto tra Alvear e Yrigoyen, soprattutto quando il nuovo presidente nominò ministri che non avevano alcun rapporto con i settori yrigoyeniani.

## Biografia

### Famiglia Alvear
Marcelo Torcuato de Alvear, nato a Buenos Aires il 4 ottobre 1868, discendeva da una famiglia benestante di origine spagnola e di grande carriera politica: il suo bisnonno Diego de Alvear y Ponce de León, spagnolo, nato il 13 novembre 1749, partecipò alla costituzione dei confini con il Brasile e divenne generale brigadiere della Real Armada Española nel 1770. Nel 1804, quando tornò in Spagna, navi inglesi attaccarono la sua nave, a seguito della quale morirono tutti i membri della sua famiglia, tranne lui e suo figlio Carlos María.
Suo nonno Carlos María de Alvear divenne direttore supremo delle Province Unite del Río de la Plata e comandante dell'esercito nazionale nella guerra del Brasile. Sposata con un andaluso, ha avuto dieci figli, sette dei quali il quinto fu il padre di Marcelo Torcuato de Alvear, nato a Montevideo nel 1822, che fu il primo sindaco della città di Buenos Aires.
Nel 1854 Torcuato de Alvear aveva contratto in matrimonio María Elvira Dolores Pacheco, figlia del generale Ángel Pacheco, con cui aveva sette figli, tre dei quali morirono in piena infanzia. I bambini sopravvissuti avevano il nome di Carmen, Ángel, Carlos e Marcelo, rispettivamente. Carlos Torcuato de Alvear fu, come suo padre, sindaco di Buenos Aires.

### Infanzia e adolescenza

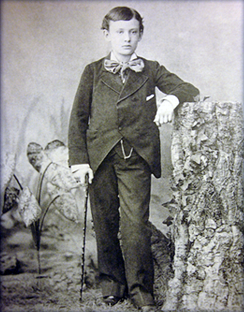
Alvear da bambino.

Il comportamento di Alvear era tipico di quello di un giovane dell'aristocrazia. Frequentò i diversi circuiti della notte di Buenos Aires, che andavano dai teatri di tutto rispetto nel centro della città di Buenos Aires a luoghi di incontro di dubbia reputazione.
Entrò nel Colegio Nacional de Buenos Aires nel 1879. I suoi studi furono molto irregolari: finì il secondo e il terzo anno solo nel 1881; due anni dopo, il quarto e il quinto, concludono i suoi studi nel 1885; tuttavia, aveva finito il liceo al Collegio di Rosario. Nel febbraio 1886 chiese al dottor Manuel Obarrio, decano della facoltà di giurisprudenza dell'Università di Buenos Aires, di iscriversi come studente regolare per studiare legge. In quello stesso anno fallì nell'introduzione alla legge, ma approvò il diritto internazionale pubblico. Passava regolarmente gli esami, senza rinvii e con voti alti, specialmente nei corsi di diritto civile. Finalmente nel 1891, appena un anno dopo la morte di suo padre, ottenne la laurea in legge.
Alvear, con i suoi compagni di classe e amici, tra i quali il futuro politico radicale José Luis Cantilo, Fernando Saguier e Thomas Le Breton si sono uniti un gruppo con alcuni famosi facinorosi pubblici. Alcuni di questi alterchi finirono anche con alcuni membri del gruppo in prigione.
Alla fine del XIX secolo, molti giovani come Alvear sono stati partecipanti in esercitazioni militari prima a causa di un possibile conflitto armato con il Cile con diverse interpretazioni del trattato del 1881 che ha stabilito i limiti territoriali con il Cile, che ha prodotto anche una corsa agli armamenti tra i due paesi, anche se il conflitto non sarebbe mai accaduto. Nel suo breve passaggio dall'esercito arrivò al grado di tenente colonnello. Inoltre, tra il 1896 e il 1897 è divenuto comandante del 4º Reggimento di fanteria dotato di ottocento soldati e diviso tra il 1º e 2º Battaglione sotto il comando del tenente colonnello Tiscornia, con il quale ha partecipato a manovre militari Curu Malal, vicino a Pigüé.

## Carriera politica

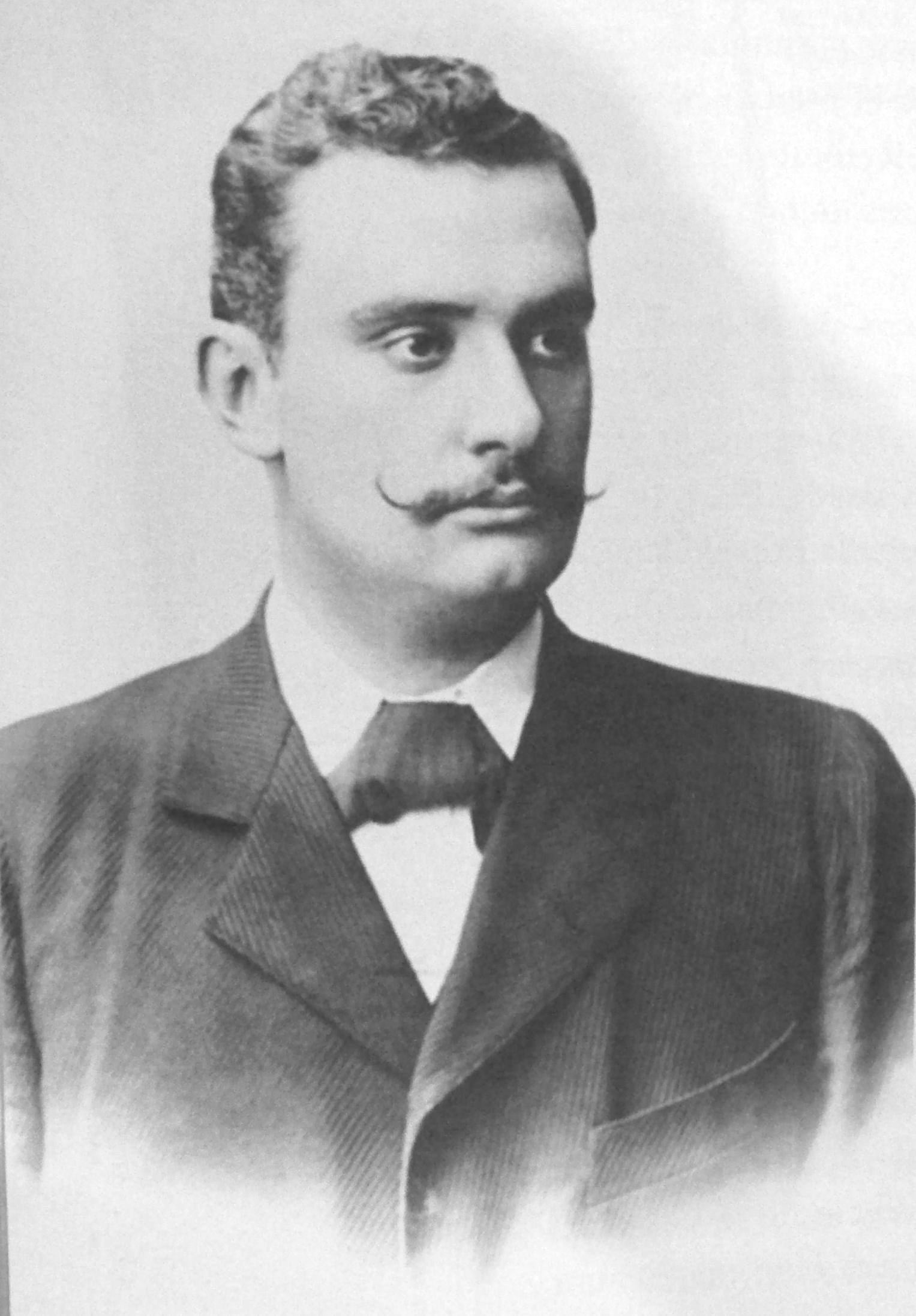
Alvear nel 1893

Alvear ebbe una prestazione eccezionale organizzando con successo l'incontro al Florida Garden il 1 settembre 1889, un incontro che contribuì a rendere popolare Leandro N. Alem tra i giovani di Buenos Aires, che si era ritirato dalla vita politica dagli anni ottanta dell'Ottocento. In questo incontro è stata ideata anche la Rivoluzione del Parco. Alvear si è occupato dell'organizzazione dell'evento, che ha registrato una buona partecipazione. Subito dopo l'incontro al Florida Garden, iniziò a lavorare come segretario di Alem, e lo accompagnò anche dopo la fondazione nel 1890 dell'Unione Civica. A sua volta fu socio e poi presidente del Club Socorro, membro della Commissione Direttiva dell'Unione Civica e segretario del suo Comitato Nazionale. Non ci sono molte registrazioni della performance di Alvear nella Rivoluzione del Parco, dal momento che ha agito in modo anonimo.
A metà del 1891 avvenne la scissione all'interno dell'Unione Civica, tra i sostenitori di Leandro N. Alem e quelli di Bartolomé Mitre; Alvear - il cui padre era stato un autonomista - scelse di stare dalla parte di Alem, e fu uno dei firmatari del manifesto del 2 luglio di quell'anno, atto di fondazione dell'Unione Civica Radicale. Nello stesso anno, Alvear accompagnò il caudillo radicale in un tour dell'interno del paese per lanciare la formula Bernardo de Irigoyen-Juan M. Garro.

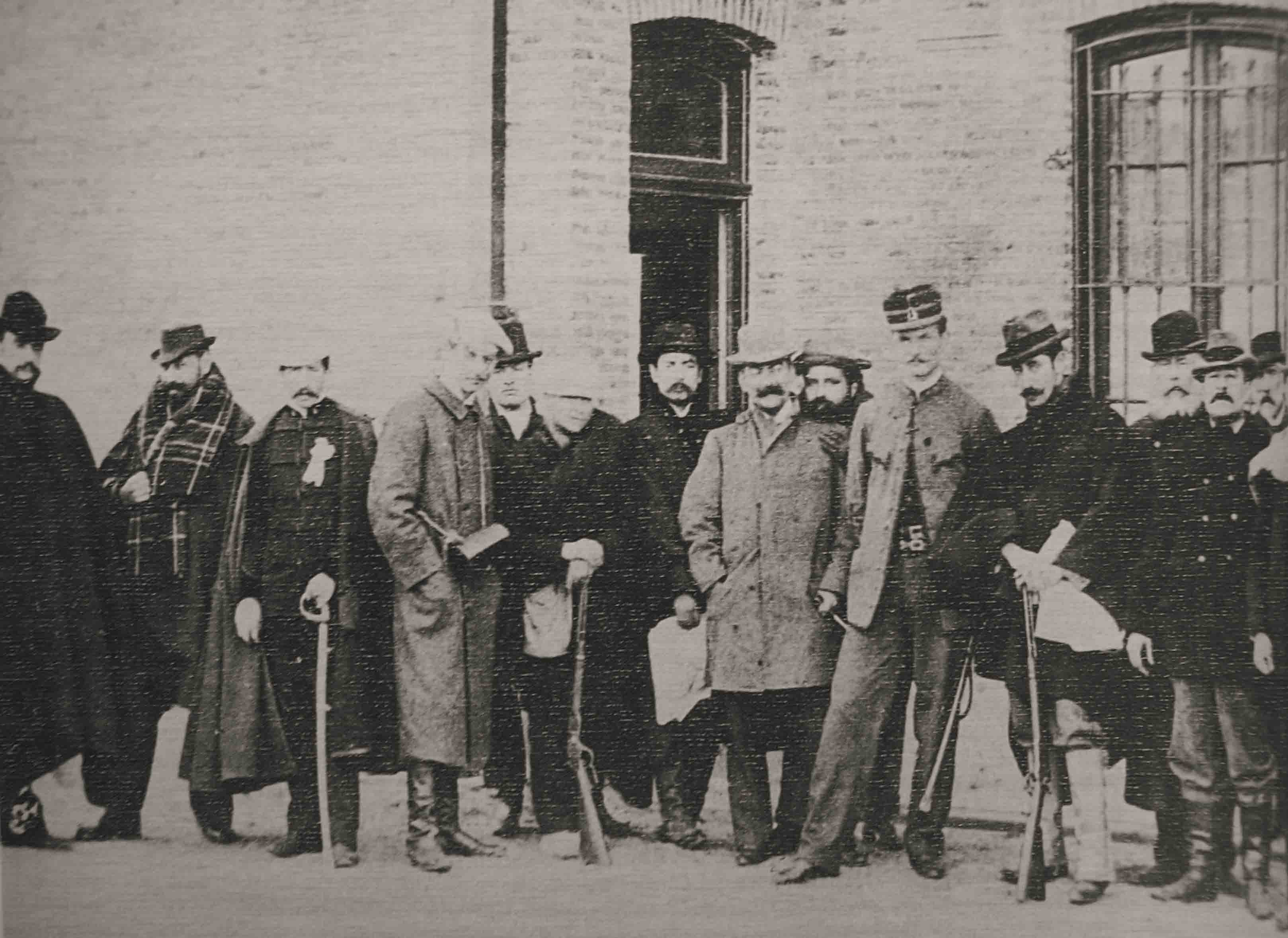
Miliziani radicali durante la Rivoluzione del Parco. Da sinistra: Marcelo T. de Alvear, José Crotto, Enrique Pérez, Luis Basail, Tomás Valleé e Mariano de la Riestra.

Nel pomeriggio del 30 luglio 1893 un emissario informò il giovane Alvear, che si trova nel palco del Teatro Lirico, che entro mezz'ora sarebbe dovuto partire per partecipare alla rivoluzione radicale. Si è ritirato di notte e, con l'aiuto di Aurelio Bagú come guida insieme ad altri giovani, hanno occupatyo la stazione di polizia di Temperley. Tre giorni dopo arrivò Hipólito Yrigoyen alla testa di 1500 uomini. Il 4 agosto il capo della ribellione creò diversi battaglioni per difendere il suo accampamento a Temperley.
Con l'introduzione della legge Sáenz Peña del 1912, che stabiliva il voto segreto e obbligatorio, i radicali abbandonarono l'astensione elettorale e Alvear fu eletto deputato nazionale per la capitale. Poco dopo fu nominato alla presidenza del Jockey Club.

### Il soggiorno francese

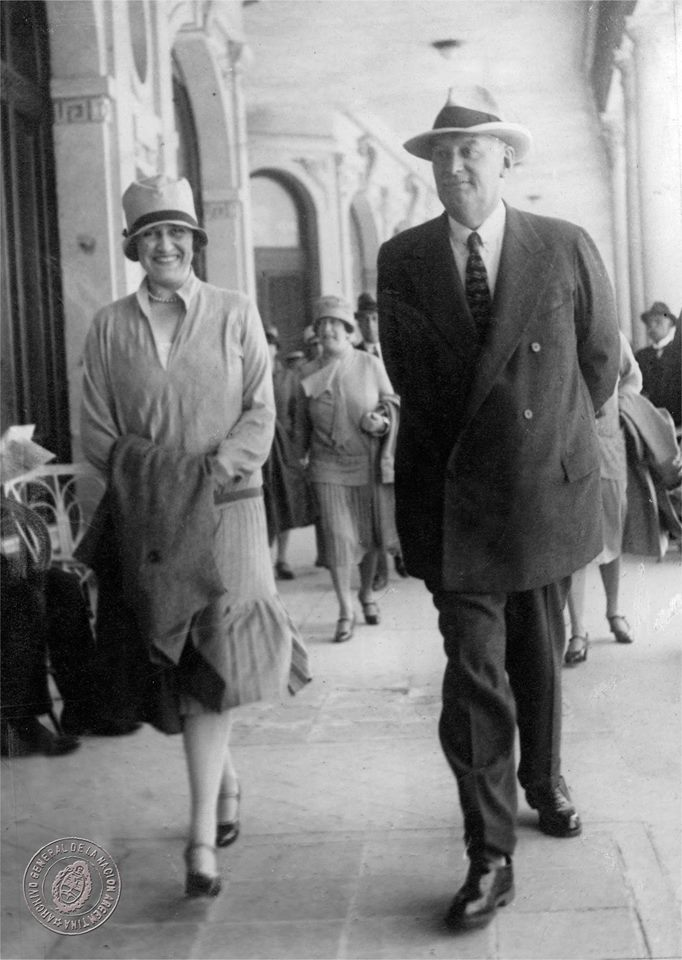
Alvear e la moglie Regina Pacini a Mar del Plata.

Nel 1898, Alvear incontrò il soprano portoghese Regina Pacini, la quale stava dando una stagione a Buenos Aires, al Teatro Municipale General San Martín. Tuttavia, un primo tentativo di corteggiamento non ebbe successo. Così Alvear partì per l'Europa deciso a inseguire il soprano portoghese, arrivando addirittura a seguirla in tutto il continente. Il corteggiamento sarebbe durato otto anni. A quel tempo non era ben visto che un aristocratico sposasse un artista. Alla fine i due si sposarono alle sette del mattino di sabato 29 aprile 1907, nella chiesa di Nostra Signore dell'Incarnazione a Lisbona. Dopo essersi sposato, Alvear ha vissuto a Parigi per diversi anni.

### Alla Camera dei deputati e in Francia
Rinnovata la Camera dei Deputati, fu eletto deputato per la provincia di Buenos Aires; Era un parlamentare laborioso e presentò al Congresso un disegno di legge relativo ai dipendenti pubblici dello Stato, che tendeva a basare le promozioni nella scala gerarchica per concorrenza e antecedenti.
Durante il suo periodo di deputato ha presentato progetti per la regolamentazione del codice civile, dibattuto sull'organizzazione dell'esercito, ha anche sostenuto, insieme ai deputati Carlos Saavedra Lamas, Julio Argentino Pascual Roca e Lisandro de la Torre, una legge per creare un corpo di gendarmeria per proteggere i confini argentini, anche se il progetto alla fine non avrebbe avuto successo.

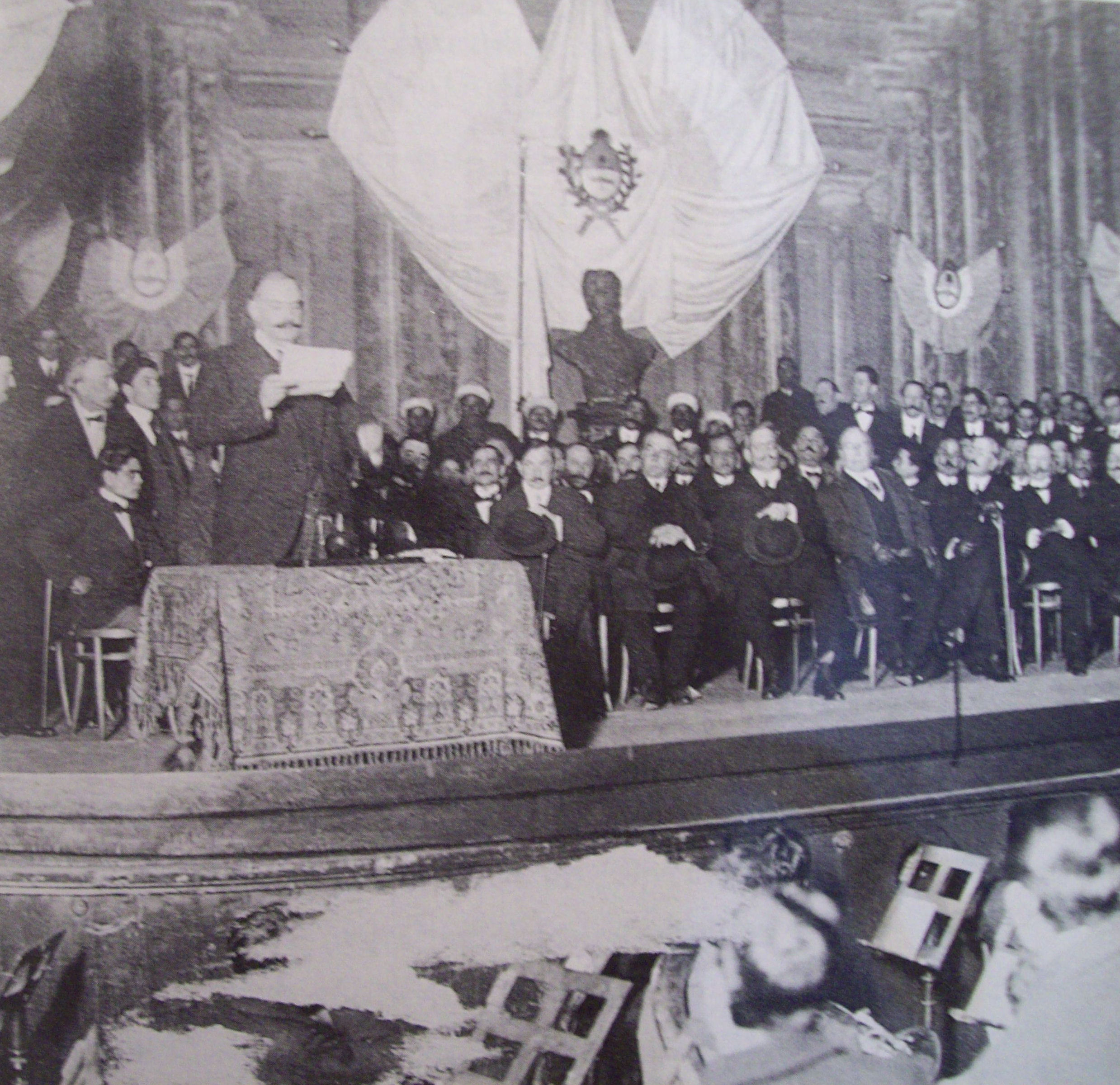
Alvear mentre pronuncia un discorso al Teatro Argentino di La Plata nel 1915.

Nel 1916 il nuovo presidente, Hipolito Yrigoyen, gli propose privatamente la carica di ministro della Guerra, ma Alvear la rifiutò. Gli fu quindi offerta la possibilità di essere ambasciatore in Francia, carica che accettò e mantenne fino al 1922. Durante i cinque anni che durò la prima guerra mondiale, Alvear svolse missioni in aiuto degli alleati a Parigi, donando insieme alla moglie Regina Pacini un ospedale di guerra e una banca del sangue, dove la stessa Pacini era incaricato di curare i feriti. I fondi per questo sono stati ottenuti grazie ai contatti che aveva Alvear. Ad esempio, quando l'ufficiale militare francese Joseph Joffre suggerì all'ambasciatore argentino di installare un padiglione argentino nella città universitaria di Parigi, Alvear poté pagare i lavori grazie ai contributi di Otto Bemberg. Assiste anche alle trattative per la vendita dei raccolti agli alleati durante la Grande Guerra. Qui sono apparse le prime divergenze tra Alvear e Yrigoyen: quando quest'ultimo sosteneva che l'Argentina dovesse mantenere una posizione neutrale, Alvear era favorevole a che il Paese si dichiarasse dalla parte della Triplice Intesa.

### Le presidenziali del 1922

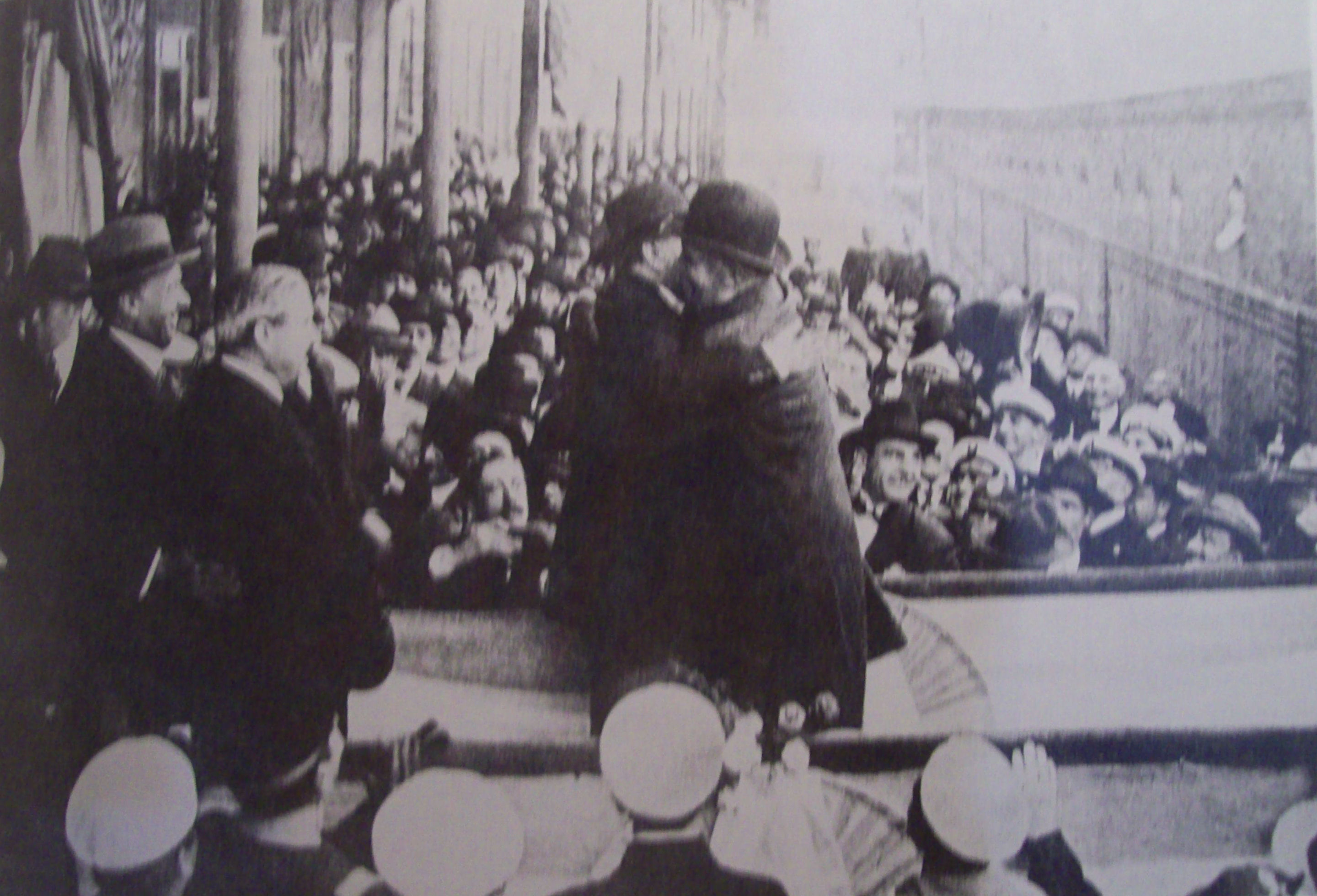
Yrigoyen e Alvear si abbracciano al ritorno in patria di quest'ultimo nel 1922.

Dopo il primo governo radicale di Hipólito Yrigoyen, si è posto il problema della successione presidenziale. Di fronte alle controversie interne al partito, nel marzo 1922 la Convenzione nazionale dell'UCR, nonostante l'episodio della commissione di Ginevra che metteva in onda il fatto delle divergenze ideologiche, Yrigoyen decise di sostenere Alvear, a quel tempo ambasciatore in Francia, e membro del la fazione più conservatrice dell'UCR, di origine sociale patrizia e possidente, e con pochi legami con la base popolare del partito.
La Convenzione nazionale lo elesse candidato nel marzo 1922 con 139 voti contro 33 (che riuniva vari candidati). La formula Alvear-González trionfò sul tandem Piñero-Núñez nelle elezioni del 2 aprile 1922, imponendosi in tutti i distretti ad eccezione di Corrientes, Salta e San Juan.
Alvear trionfò con il 47,5% dei voti, ovvero 419.172 voti. Il 12 giugno, 235 elettori radicali su 88 oppositori nominarono Alvear, che risiedeva ancora in Francia, presidente della Nazione.
I governi europei hanno visto con soddisfazione l'elezione del nuovo presidente argentino, largamente associato agli uomini rappresentativi della politica occidentale.

### Presidenza

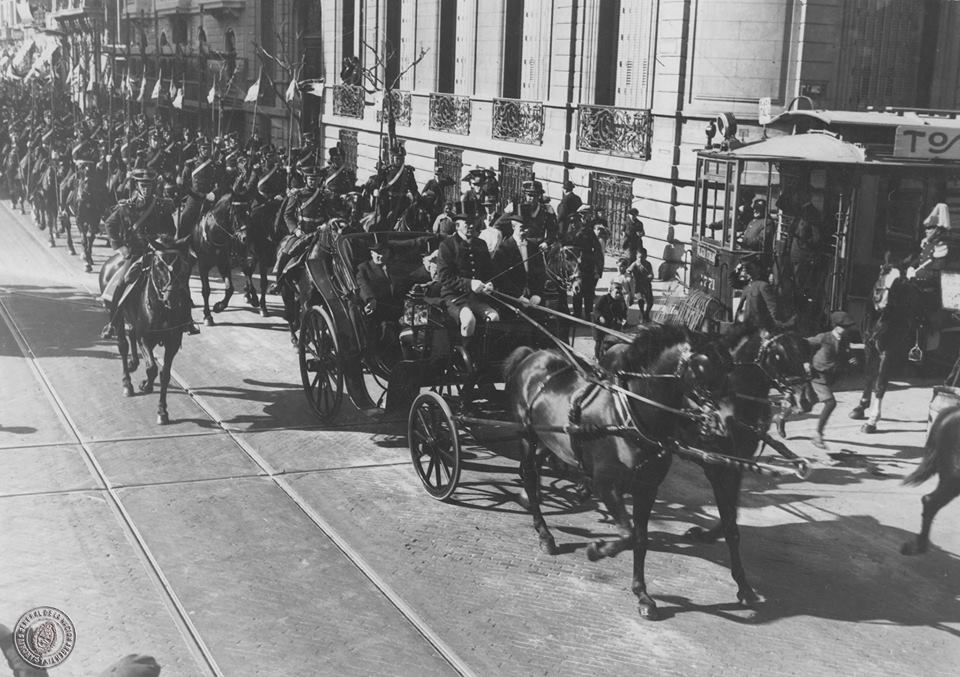
Alvear si dirige al Congresso a giurare come presidente il 12 ottobre 1922.

Alvear assunse la presidenza dell'Argentina il 12 ottobre 1922, ma il suo gabinetto fece una cattiva impressione tra molti radicali, poiché quasi nessuno dei ministri era favorevole all'ex presidente, sebbene si trattasse, nella maggior parte dei casi, di personalità di capacità intellettuale riconosciuta. Per questo è iniziata la distanza tra Alvear e Yrigoyen. Alcune nomine di ministri sono state sorprendenti, come nel caso dell'ammiraglio Manuel Domecq García, fervente repressore delle manifestazioni eclatanti durante il governo Yrigoyen, così come la nomina del generale Agustín P. Justo.
La radio argentina ha trasmesso la cerimonia del trasferimento del comando e per la prima volta nella storia dell'Argentina si è sentita alla radio la voce di un presidente. La domenica successiva all'inaugurazione, Alvear visitò il Jockey Club. Erano passati sei anni da quando un presidente non vi aveva messo piede, poiché Yrigoyen si era sempre rifiutato di farlo. Il gabinetto di Alvear partecipò integralmente a un'interpellanza alla Camera dei Deputati, quando i ministri non partecipavano almeno dal 1919. Il 1º maggio 1923 Alvear lesse il discorso presidenziale. Alle 20:00 si è recato nel quartiere di Constitución a casa di Yrigoyen, che lo aveva invitato a cena.

#### Politica economica

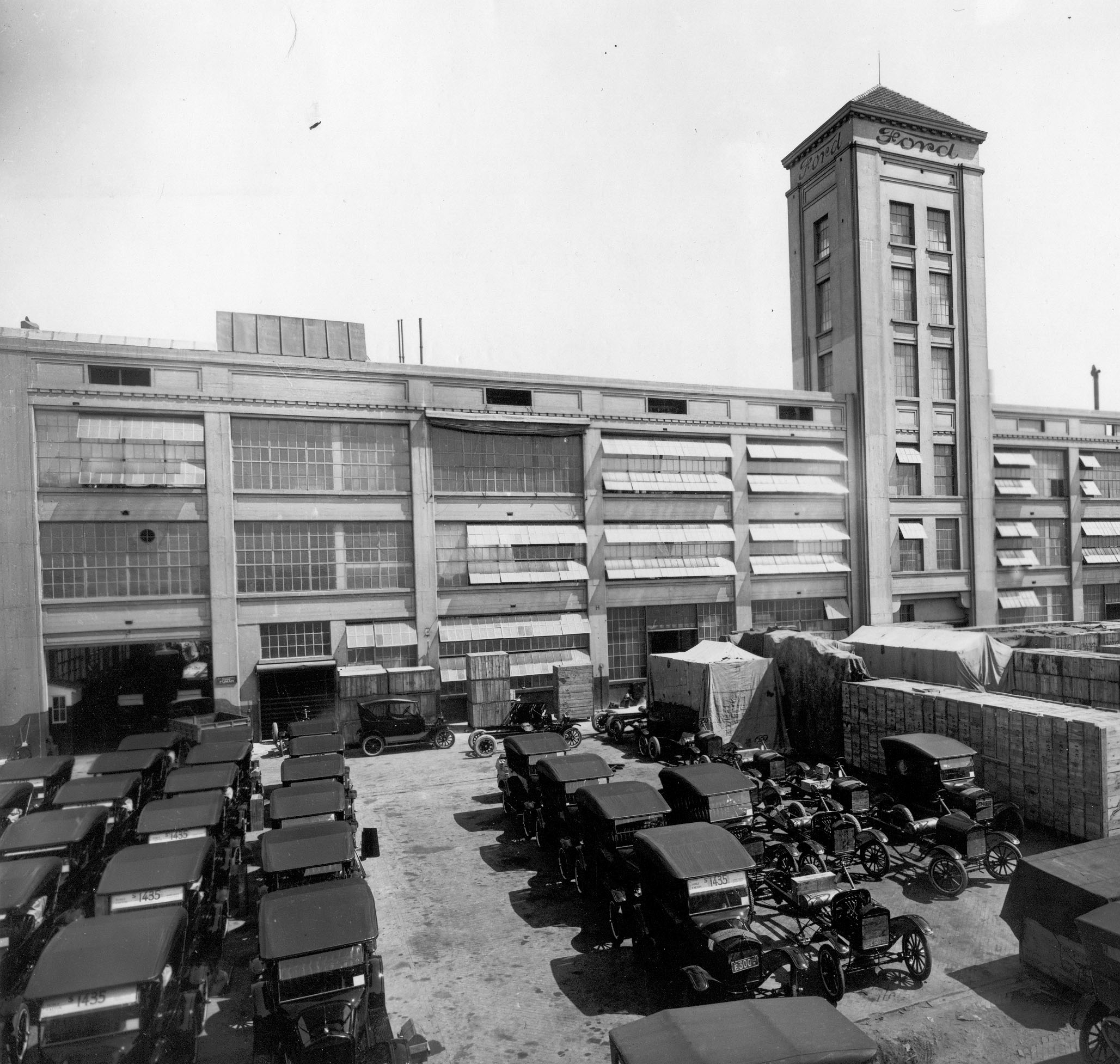
L'impianto della Ford nel quartiere de La Boca a Buenos Aires.

L'espansione economica che l'Argentina conobbe durante il periodo noto come repubblica radicale (1916-1930), ebbe una crescita media annua dell'8,1%. Il suo periodo di governo iniziò proprio quando terminò la crisi mondiale del dopoguerra, che permise all'economia e alle finanze di migliorare senza grosse battute d'arresto.

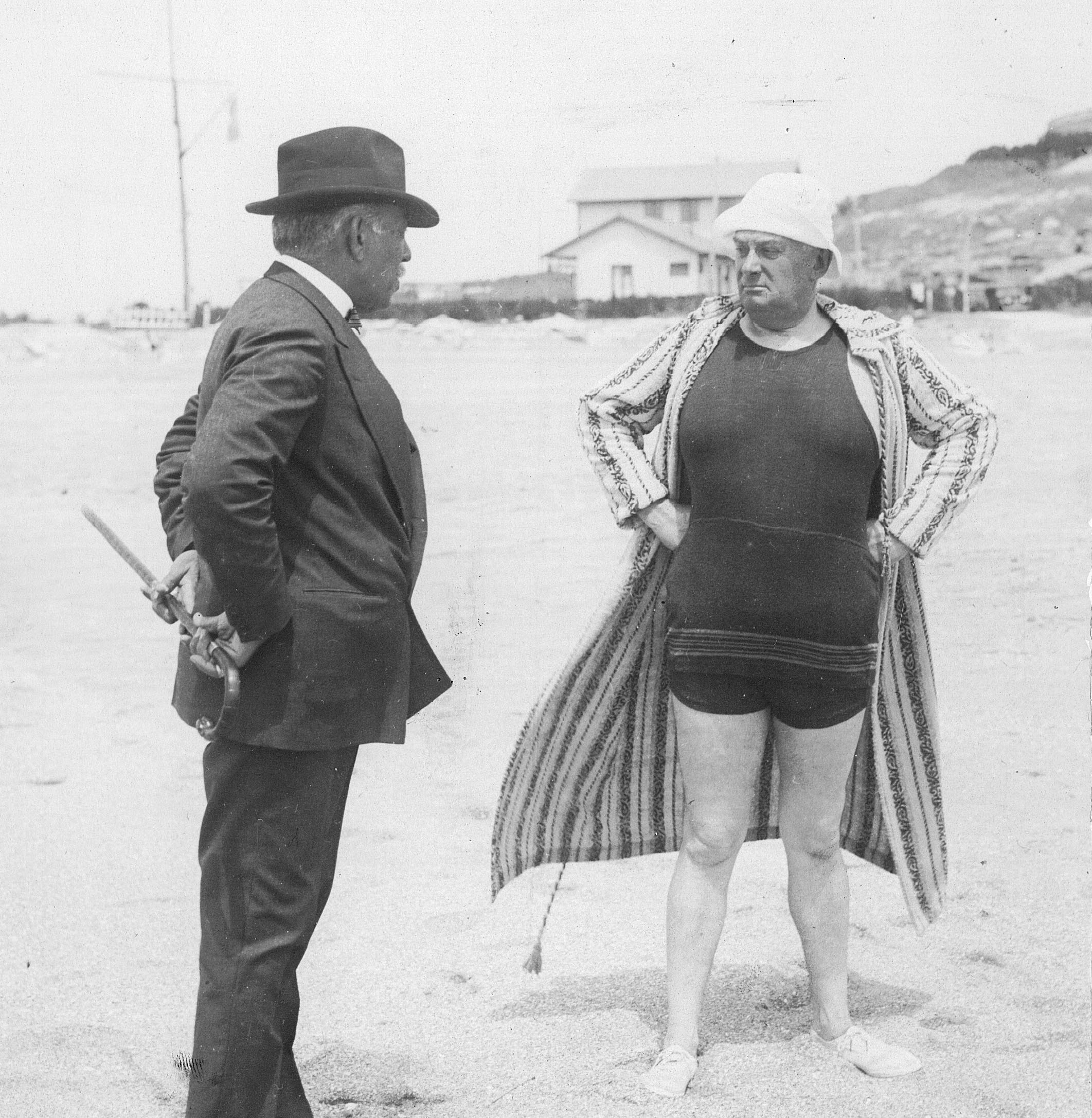
Alvear durante le vacanze estive del 1927 Mar del Plata immortalato con il suo ministro della Guerra Agustín Pedro Justo (a sinistra).

Durante il suo governo, l'economia argentina ha raggiunto la situazione più prospera che abbia mai avuto nella sua storia: il PIL pro capite per il 1928 raggiunse il sesto posto al mondo e il reddito aumentò di quasi 100.000.000 di pesos d'oro. Inoltre, da tre anni l'interscambio commerciale era stato positivo. Queste condizioni si sono verificate soprattutto grazie al fronte esterno favorevole: la riattivazione dopo la prima guerra mondiale ha portato i paesi europei ad acquistare i raccolti argentini. Per questo motivo, il governo di Alvear si è concentrato sulle politiche di agro-export, in particolare carne e cereali.
Nel 1925 l'Argentina produceva il 72% delle esportazioni mondiali di lino, il 66% di mais, il 50% di carne, il 32% di avena e il 20% di grano e farina. Anche le colture industriali come il cotone sono aumentate in modo esponenziale, passando da 2.000 ettari nel 1914 a 122.000 nel 1930. Inoltre, è cresciuta la superficie coltivata a yerba mate, arachidi, riso, uva, canna da zucchero e tabacco.
Oltre alla crescita dell'agricoltura, si diffuse anche lo sviluppo industriale, seppur in misura minore, installando nel 1922 il primo impianto di produzione automobilistica Ford in America Latina, con un investimento di 240.000 dollari per la sua costruzione. Solo un anno dopo, la compagnia petrolifera statale YPF aveva installato la sua prima pompa di benzina a Buenos Aires, all'angolo tra Bartolomé Mitre e Rosales. Nel 1925 fu messa in vendita la popolare Ford T; dopo due anni la produzione raggiunse le 100.000 unità.
A partire dal 1925 si registrò un enorme aumento degli investimenti in Argentina da parte di imprese statunitensi legate principalmente all'industria della macellazione e refrigerazione della carne. Questa improvvisa "invasione" i capitali nordamericani innescò un'inedita concorrenza con le industrie britanniche da decenni presenti nel paese sudamericano. Quella rivalità si rifletteva anche in altri settori come i trasporti, poiché le automobili esportate dagli Stati Uniti competevano con le ferrovie, quasi tutte di proprietà britannica.

#### Politiche sociali
Durante la presidenza di Alvear sono state attuate numerose riforme, tra cui la creazione di un Ufficio per l'Infanzia, un provvedimento che ha posto fine al lavoro notturno per i fornai, una legge intesa a proteggere donne e bambini operai, una legislazione che impone il pagamento degli stipendi in denaro e non in beni, e un piano pensionistico per i bancari.

#### Politiche internazionali

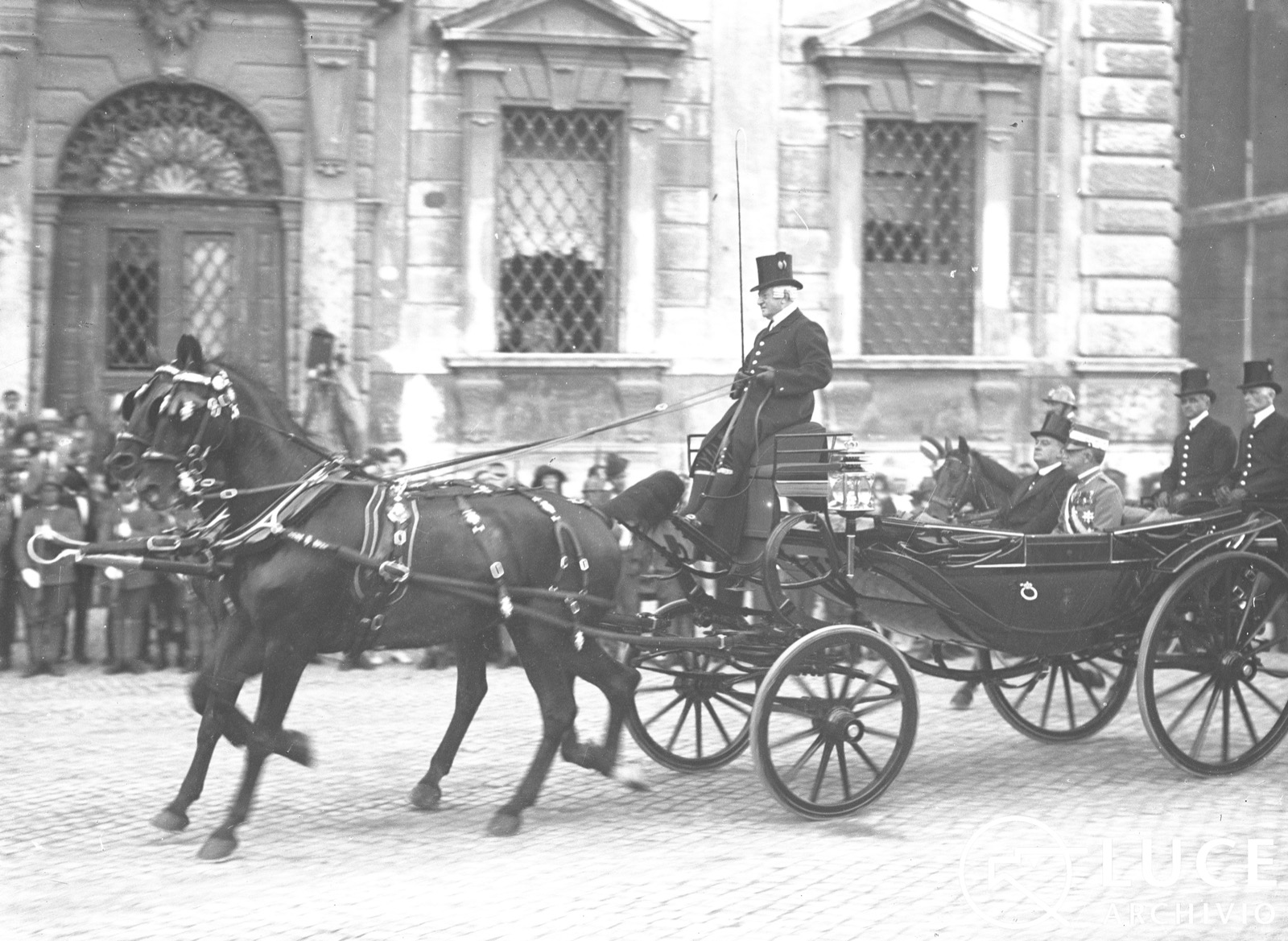
Re Vittorio Emanuele III in carrozza insieme al Presidente Alvear durante una sua visita di Stato a Roma, 1922.

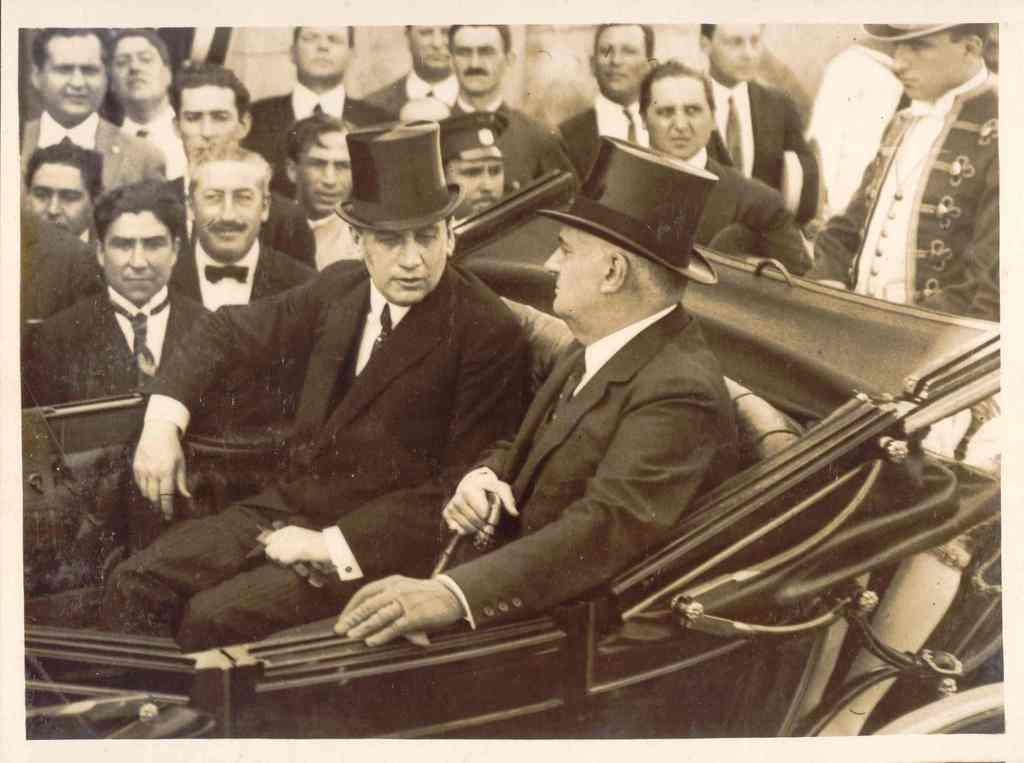
Alvear insieme al Presidente cileno Arturo Alessandri, 1925.

Il 30 ottobre 1922 fu firmato un atto tra l'ambasciatore argentino Horacio Carrillo e il ministro degli esteri boliviano Severo Fernández Alonso in cui si concordava di rivedere il trattato del 1889 per modificare il confine tra i due paesi. Nel 1924 Román Paz assunse la carica di nuovo ministro degli Esteri della Bolivia, motivo per cui la revisione del trattato dovette essere concordata tra l'autorità boliviana e Carrillo. Paz ha proposto che la città di Los Toldos rimanga sotto il dominio boliviano.
Questa discussione durò tutto il 1924, fino a quando non fu possibile raggiungere un accordo con il nuovo ministro degli Esteri boliviano in carica, Eduardo Díez de Medina, che non intendeva grandi cambiamenti del confine. Il presidente boliviano ha accettato di modificare alcune linee di confine per compensare l'Argentina e siglare l'accordo. Il trattato Carrillo-Díez de Medina fu firmato il 9 luglio 1925 e cedette la città di Yacuiba alla Bolivia.
Il 6 agosto 1924 si svolsero festeggiamenti e ricevimenti ufficiali in occasione della visita in Argentina del principe ereditario al trono d'Italia, Umberto di Savoia. Alvear ha invitato il futuro re a partecipare a una parata di 25.000 bambini delle scuole pubbliche argentine nella Piazza del Congresso.
Il governo decise dal 1922 di respingere la corrispondenza postale telefonica e telegrafica da e per le Isole Falkland per aggiungere una pressione concreta alla pretesa diplomatica sull'arcipelago. Il governo delle isole cercò allora di alleviare l'azione argentina contrattando piroscafi da Montevideo, mentre la protesta diplomatica britannica non si è fatta attendere. Buenos Aires ha risposto affermando che il provvedimento non era ufficiale, ma che si trattava di iniziative personali dei funzionari. In ogni caso, nel marzo 1928, le comunicazioni con le isole furono completamente ristabilite, dopo che era stato chiarito che la ripresa del servizio non implicava in alcun modo la rinuncia al diritto del governo argentino di rivendicarle.
Durante l'incontro della V Conferenza Panamericana a Santiago del Cile nel 1923, il paese ospitante propose all'Argentina di limitare la corsa agli armamenti di entrambi i paesi. La delegazione cilena ha accettato una prima proposta degli Stati Uniti del Brasile, che consisteva in un limite di 80.000 tonnellate per le navi da guerra, ma l'Argentina l'ha respinta e ha risposto con una controproposta di 55.000 tonnellate come tetto massimo per le navi da guerra. Anche questa nuova proposta non ebbe successo, e per questo motivo le relazioni diplomatiche con il Cile si raffreddarono durante la breve amministrazione del presidente cileno Emiliano Figueroa. Inoltre, il Cile riprese ad armarsi a partire dal 1926, in risposta a quanto aveva fatto l'Argentina nel 1924. Ci fu un altro tentativo cileno di disarmo da parte del nuovo presidente, il colonnello Carlos Ibáñez del Campo, ma fu respinto nuovamente dal governo argentino.
Il 24 marzo 1925 lo scienziato Albert Einstein e sua moglie Elsa giunsero in Argentina — nell'ambito di un tour effettuato anche in Brasile e Uruguay — per restarvi esattamente un mese. È stato un fatto straordinario che Einstein si sia recato in Argentina in quel periodo, poiché con la sua visita ha certificato il buono stato che il paese stava attraversando in quel momento. Lo scienziato, conosciuto in tutto il mondo per la sua teoria della relatività, s'incontrò anche con il presidente argentino. Era arrivato su invito dell'Università di Buenos Aires e della Società Ebraica Argentina, e durante il suo soggiorno tenne dodici conferenze, la maggior parte per spiegare la sua nuova teoria.
Il 17 agosto arrivò in Argentina il Principe di Galles, Edoardo di Windsor, erede della corona britannica. A seguito della sua visita e del Maharaja di Kapurthala, Alvear organizzò un'escursione a Huetel (nel Partido di Veinticinco de Mayo, provincia di Buenos Aires), alla estancia di Concepción Unzué de Casares (una specie di palazzo nello stile del Francia di Luigi XIII) nella pampa argentina, dove sentirono cantare Carlos Gardel. Il Principe di Galles, il Maharaja di Kapurthala e il Principe Umberto di Savoia hanno prodotto un esubero delle spese previste per gli eventi, il cui ammontare complessivo è stato di circa 500.000 pesos. Il ministro Víctor Molina informò il presidente che l'importo è stato speso e ha proposto di trasferire la spesa alle entrate generali, ma Alvear ha deciso di farsi carico del pagamento di mezzo milione di pesos, per il quale ha avuto la suddivisione e la vendita di parte delle sue terre ereditate a Don Torcuato.

#### Politiche energetiche

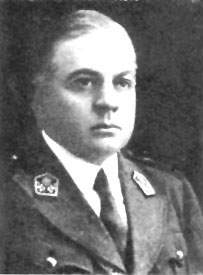
Il generale Enrique Mosconi.

Una delle prime azioni del governo Alvear è stata quella di nominare il generale Enrique Mosconi direttore generale della compagnia petrolifera statale YPF. Mosconi ha promosso la crescita di YPF con il sostegno del governo, con l'obiettivo di raggiungere l'autosufficienza petrolifera, vitale per lo sviluppo autonomo del Paese, e ha promosso misure per ridurre la concorrenza tra YPF e compagnie straniere. Gestì la costruzione del Complesso Industriale La Plata, concepito per la raffinazione del petrolio nel 1925. Secondo i piani di Mosconi, una volta attivo, questo impianto avrebbe reso il Paese indipendente dall'acquisto di benzina dall'estero. Cinque mesi dopo la concessione della licenza, iniziò la produzione di benzina per aeroplani. Questo impianto industriale era la decima raffineria più grande del mondo.
Durante i suoi otto anni in carica, Mosconi ha quasi triplicato la produzione di petrolio, da 348.888 metri cubi nel 1922 a 872.171 metri cubi nel 1929. La compagnia petrolifera statale YPF ha inaugurato la prima pompa di cherosene il 22 febbraio 1923 a Buenos Aires; tre mesi dopo ne furono installati altre sei. Il 20 giugno è stata costruita in viale Mitre e Rosales la prima pompa di benzina per autoveicoli, fabbricata dall'industriale Torcuato Di Tella. YPF aveva cinquantamila dipendenti. Sia il petrolio che l'autosufficienza divennero questioni elettorali durante l'anno 1928, quando iniziò lo sfruttamento del petrolio nella provincia di Salta; nel 1933 si scoprì il petrolio a Tranquitas, nella stessa provincia.

#### Lavori pubblici e cultura

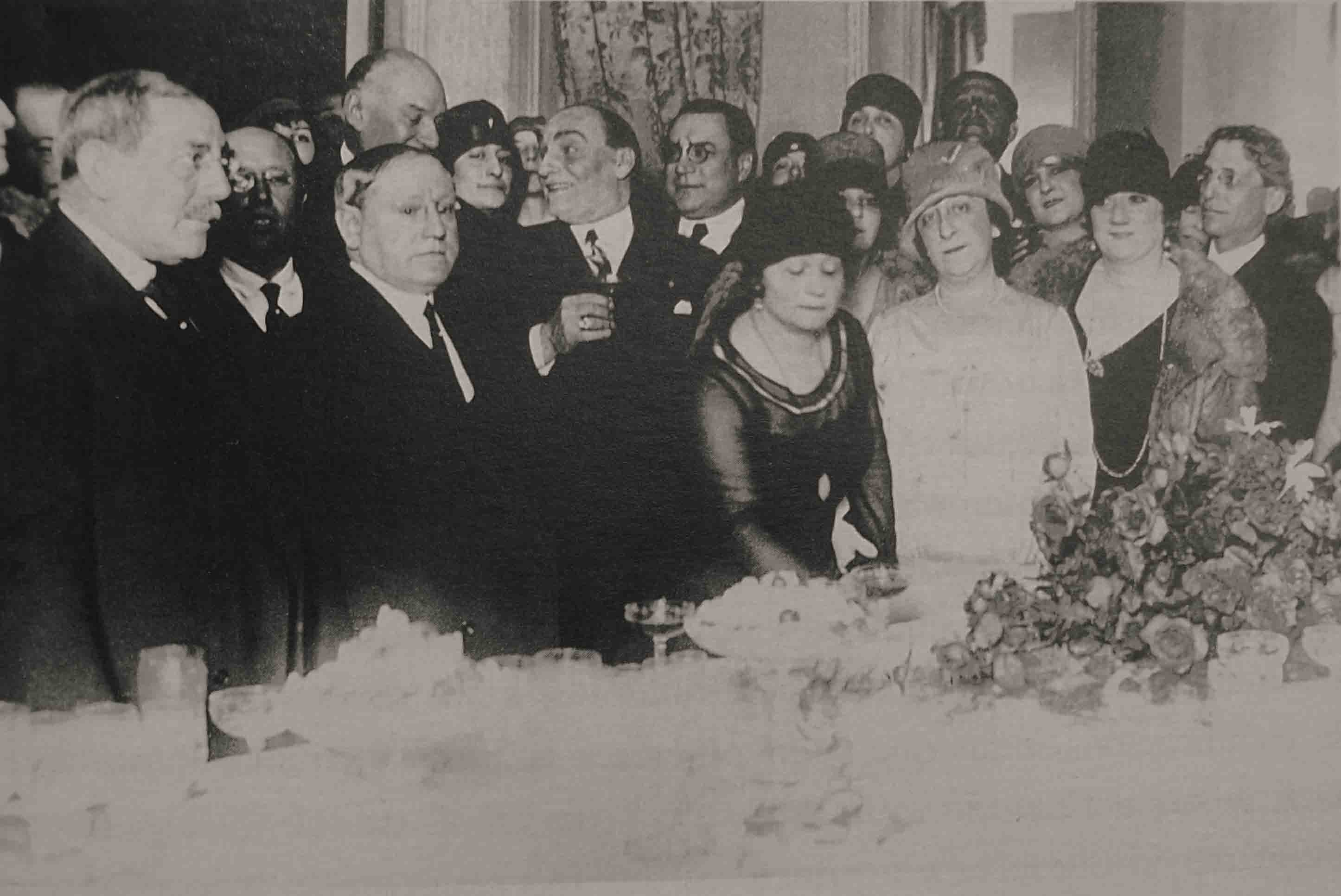
Alvear durante un brindisi nella Casa del Teatro.

Durante questa amministrazione furono realizzati un gran numero di monumenti e di opere pubbliche e private; A differenza del suo predecessore, Alvear ha sempre cercato di essere presente a cerimonie, inaugurazioni e ogni tipo di evento mondano. Per quanto riguarda i lavori pubblici, è iniziata la costruzione del Ministero delle finanze, dei lavori pubblici, della guerra e della marina e la costruzione della Banca nazionale in Plaza de Mayo. Promosse anche la cultura, con la costruzione di teatri, musei e varie istituzioni artistiche. Secondo vari storici, durante il suo mandato furono inaugurate più opere pubbliche che durante quello di qualsiasi suo predecessore, e si svolsero tante cerimonie ufficiali con la partecipazione del Capo dello Stato come non se ne erano mai viste prima.
Nel 1923 fu inaugurato il Museo di Luján. Nella città di Buenos Aires il sindaco Carlos Noel ebbe un mandato eccezionale; i suoi lavori includevano il completamento del Paseo de la Costanera Sur, la costruzione di forni per l'incenerimento dei rifiuti e l'acquisto della fattoria Lezica per costruire il parco Rivadavia. Noel fece anche pavimentare molte strade della città.
Nel 1923 il presidente inviò al Congresso Nazionale un progetto per formare una delegazione nazionale per partecipare ai Giochi Olimpici di Parigi del 1924, ma l'iniziativa non ebbe successo. Il 31 dicembre di quell'anno fu firmato un decreto che istituiva il Comitato Olimpico Argentino e così fu deliberata la partecipazione dell'Argentina ai Giochi Olimpici, contando di coprire le spese con 250.000 pesos da un importo non riscosso alla Lotteria Nazionale, con base legge 11.067. Così, la prima partecipazione ufficiale ai Giochi Olimpici da parte dell'Argentina ebbe luogo nel 1924.
Su iniziativa della moglie, Regina Pacini, e motivato dal ricordo dei momenti difficili che avevano dovuto attraversare i loro genitori, fondò un'istituzione che li proteggesse. Ha discusso l'idea con Enrique García Velloso e Angelina Pagano, tra gli altri, e ha invitato imprenditori e artisti del teatro. Il 30 dicembre 1927 il Consiglio deliberativo concesse la concessione per cinquant'anni di un sito situato a Santa Fe nel 1200, mentre il Teatro Colón dava funzioni speciali per raccogliere fondi; alla serata al Colón si esibirono Beniamino Gigli e Claudia Muzzio. Nasce così la Casa del Teatro. Allo stesso modo, su iniziativa di Pacini, Alvear ha autorizzato con decreto la creazione della Radio Municipale 710 kHz, ufficialmente dedicata alla trasmissione della stagione di opere e concerti dal Teatro Colón, in modo che le persone che non potevano frequentare il teatro potessero ascoltare musica classica. La prima trasmissione è stata il 23 maggio ed è stata trasmessa il Rigoletto di Giuseppe Verdi.

### La scissione del radicalismo
La divisione del Partito radicale divenne inevitabile nel 1923: nove senatori radicali si dichiararono "antipersonalisti", cioè contro il personalismo di Yrigoyen, e diedero il loro appoggio al presidente Alvear.
C'erano anche attriti tra lui e il suo vicepresidente Elpidio González, poiché quest'ultimo era un yrigoyenista; In effetti, la divisione è iniziata quando i senatori hanno iniziato a vessare il vicepresidente González. L'yrigoyenismo considerava conservatori gli antipersonalisti, mentre gli antipersonalisti ritenevano che Yrigoyen violasse le regole del gioco politico. Queste dispute continuarono e, progressivamente, si spostarono al Congresso, dove i deputati fedeli a Yrigoyen arrivarono a ostacolare diverse iniziative proposte dal Potere Esecutivo, sia attraverso discussioni sia ritirandosi dai locali per non dare il quorum. In questo contesto, nel gennaio 1925 il presidente Alvear chiuse con un decreto le sessioni straordinarie, in considerazione del fatto che l'attività legislativa era pressoché nulla.

### Le elezioni del 1928
L'Unione civica radicale si divise in due partiti politici con l'avvicinarsi delle elezioni presidenziali del 1928: da un lato, i seguaci di Yrigoyen, detti "personalisti", promossero lo stesso leader come candidato alla presidenza della nazione insieme a Francisco Beiró; L'UCRA ha invece presentato la formula Leopoldo Melo-Vicente Gallo, mentre i conservatori guidati da Julio A. Roca decisero di astenersi e sostenere gli antipersonalisti.
La vittoria di Yrigoyen alle elezioni del 1928 fu schiacciante: con il 62% dei voti fu nuovamente eletto presidente. Quando Alvear andò a trasferirgli il comando il 12 ottobre, i suoi sostenitori iniziarono a minacciarlo, gridando "¡traditore!", Al che Alvear si avventò su di loro pronto a iniziare un combattimento; ma alcune persone lo trattennero per evitare una battaglia campale. Alvear cercò di accorciare le distanze con Yrigoyen e lo visitò nel dicembre 1928, dopo diversi anni senza vedere il caudillo.

## Gli anni finali
Terminato il suo governo, Alvear si stabilì nel 1930 a Parigi, città di cui si era appassionato personalmente. Installato in Europa, i suoi parenti gli inviarono lettere dall'Argentina spiegando la situazione caotica in cui si trovava la politica del paese, come la figura deteriorata di Hipólito Yrigoyen. È così che ha saputo del colpo di Stato di José Félix Uriburu. Questo fatto non lo aveva sorpreso, poiché la crisi economica del 1929 e la mancanza di reazione da parte di un Yrigoyen anziano e malato avevano rapidamente deteriorato il suo potere. Durante il periodo dal 1928 fino al colpo di Stato del 1930, Alvear fu informato della situazione politica argentina solo attraverso le numerose lettere inviategli dai suoi amici - nella maggior parte dei casi dagli antipersonalisti più contrari a Yrigoyen. - che per la maggior parte gli descriveva una situazione molto più caotica di quanto non fosse in realtà.
Fece severe dichiarazioni pubbliche sulla deviazione personalista dal radicalismo e sul carattere del terzo governo radicale; Tornò in patria sotto l'impulso del dovere, per mettere la sua influenza personale al servizio del raggruppamento delle varie frazioni del radicalismo, quando capì che gli uomini del 6 settembre intendevano governare senza la consacrazione del popolo, alterando così le strutture istituzioni democratiche per le quali si era battuto per più di quarant'anni.

## Il ritorno in Argentina

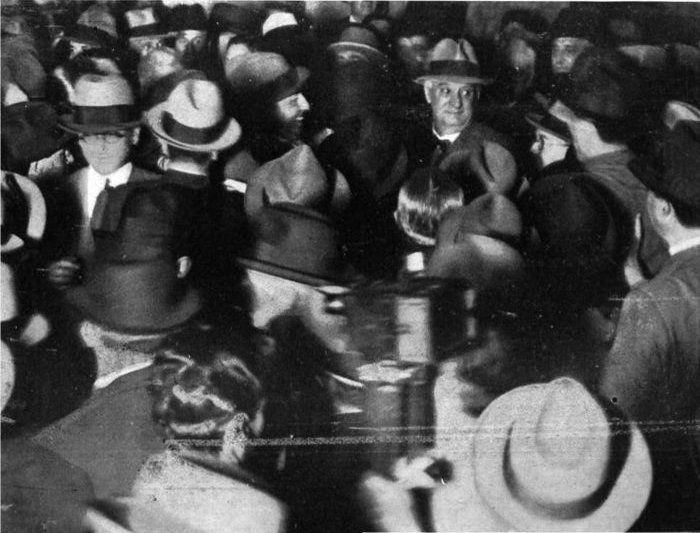
Alvear rientra in Argentina nell'aprile 1931.

L'11 aprile 1931 Alvear si imbarcò per Buenos Aires, dove arrivò il 25 aprile, accolto al porto da circa 6000 persone, tra cui il generale Justo e un aiutante in rappresentanza del presidente de facto Uriburu. Alvear incontrò poi il capo di Stato argentino, il quale disse al leader radicale che poteva riconquistare la presidenza, a patto che garantisse che non vi fossero yrigoyenisti nella sua lista. Alvear rifiutò la proposta e iniziò gli sforzi per unificare il radicalismo attorno alla sua figura.
Il 20 luglio 1931 scoppiò una rivoluzione nella provincia di Corrientes, guidata dal tenente colonnello Gregorio Pomar. Nonostante sia stato rapidamente represso, diede ad Uriburu il pretesto che cercava: il governo denunciò infatti l'esistenza di un fantomatico piano terroristico e ordinò perquisizioni nelle sedi radicali costringendo diversi dirigenti politici, tra cui lo stesso Alvear, ad andare in esilio dal nazione.
Alle 22:00 il 28 luglio 1931 andò in esilio, un giorno dopo aver redatto un manifesto che la dittatura gli proibiva di pubblicare, e che quindi dovette diffondere clandestinamente.
Quando Yrigoyen morì nel luglio 1933, fu riconosciuto come il leader indiscusso del radicalismo. Governò il partito come aveva governato il Paese: rispettoso del suo statuto organico, delle autonomie distrettuali, della personalità dei suoi iscritti, dando esempio di conciliazione.

### Le presidenziali del 1937

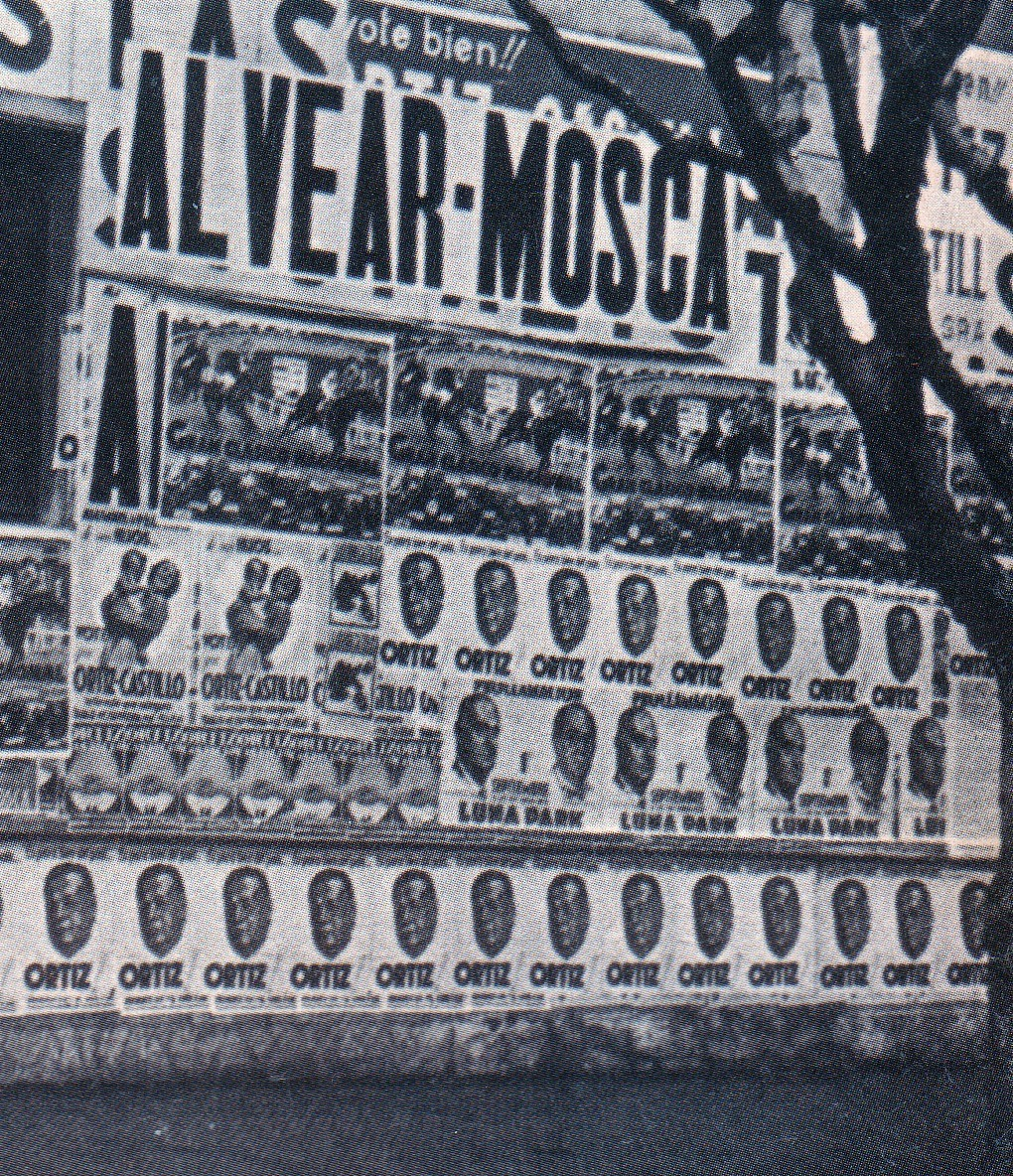
Manifesti elettorali radicali per le elezioni del 1937.

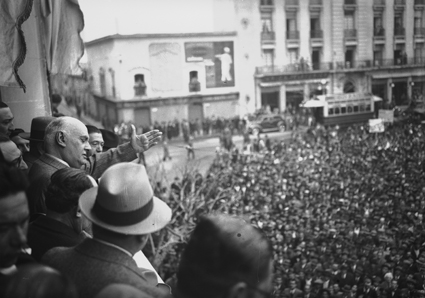
Alvear durante un comizio elettorale a Córdoba.

L'ufficio del Comitato del 2 gennaio 1935 decise di revocare l'astensione elettorale. L'iniziativa è stata approvata con 98 voti contro 49, e il radicalismo ha così cominciato a correre nelle elezioni per eleggere governatori e deputati nazionali, alcuni fraudolenti e altri no. In alcune competizioni elettorali il radicalismo emerse vittorioso, come nel caso della provincia di Entre Ríos nelle elezioni del 1935, per le quali Alvear fece campagna per la prima volta, visitando un gran numero di città e tenendo diversi discorsi al giorno. Ma lui stesso cominciava a essere criticato come complice del regime elettorale del generale Justo. Per questo motivo, durante il 1935, i leader yrigoyenisti e intransigenti iniziarono a riunirsi, criticando la leadership di Alvear. Ma nel 1936 la corrente alvearista guidava il partito quasi senza resistenza interna, poiché il carattere aspro di Alvear - etichettato come dittatoriale da alcuni dirigenti - portò all'abbandono da parte dei critici interni.
Il radicalismo riuscì a prevalere nelle elezioni provinciali del novembre 1935, e nelle elezioni parlamentari del marzo dell'anno successivo, in cui furono rinnovati ottantadue deputati. In occasione di questa tornata Alvear fece campagna elettorale nelle province della costa e del nord dell'Argentina. In quelle di Santa Fe, Mendoza, Salta e Buenos Aires (quest'ultima in misura minore) le elezioni sono state nuovamente vittime degli stessi vizi, anche se nelle restanti elezioni le elezioni si sono svolte in modo relativamente regolare; così, il radicalismo è riuscito a vincere nelle province di Santa Fe, Buenos Aires, Córdoba ed Entre Ríos.
Il 12 febbraio 1937 Alvear incontrò il presidente Justo con l'idea che gli avrebbe garantito un atto elettorale privo di brogli; Era la prima volta che si vedevano dal 1931. Il giorno dopo, il ministro dell'Interno chiamò Alvear e gli disse che alcuni punti del colloquio sarebbero stati rispettati, fatto che non accadde, poiché le elezioni di Santa Fe furono firmate da gli stessi vizi.
Il 28 maggio 1937 al teatro Coliseo si votò il binomio presidenziale. Tra i candidati alla vicepresidenza c'erano Mosca, Pueyrredón, Güemes e Laurencena. Alvear vinse all'unanimità la candidatura alla presidenza, mentre Mosca s'aggiudicò la candidatura alla vicepresidenza con 145 voti contro i 24, 8 e 4 che ottennero rispettivamente Laurencena, Pueyrredón e Güemes.
Il 5 settembre 1937 una folla entusiasta, riunitasi al Luna Park, acclamò il suo nome come candidato alla presidenza della Nazione. Aveva 69 anni. Si tennero le elezioni presidenziali, nelle quali trionfò il candidato della coalizione governativa "Concordia" Roberto M. Ortiz, antipersonalista radicale che era stato ministro dei Lavori Pubblici durante la presidenza di Alvear; questo è riuscito a raccogliere quasi il 42% dei voti, anche se ha ottenuto solo 127 voti contro i 245 di Ortiz. Il radicalismo denunciò numerosi brogli elettorali nella maggior parte delle province, ma Ortiz fu ugualmente proclamato presidente. Nonostante la sconfitta figlia dei brogli Alvear continuò negli anni successivi a lottare per la Costituzione e la democrazia. Durante gli ultimi anni della sua vita, ha fatto tournée in tutto il paese. Negli eventi politici era accompagnato da giovani radicali che in seguito sono diventati importanti politici di partito, come Ricardo Balbín e Crisologo Larralde.

### Gli ultimi anni e la morte

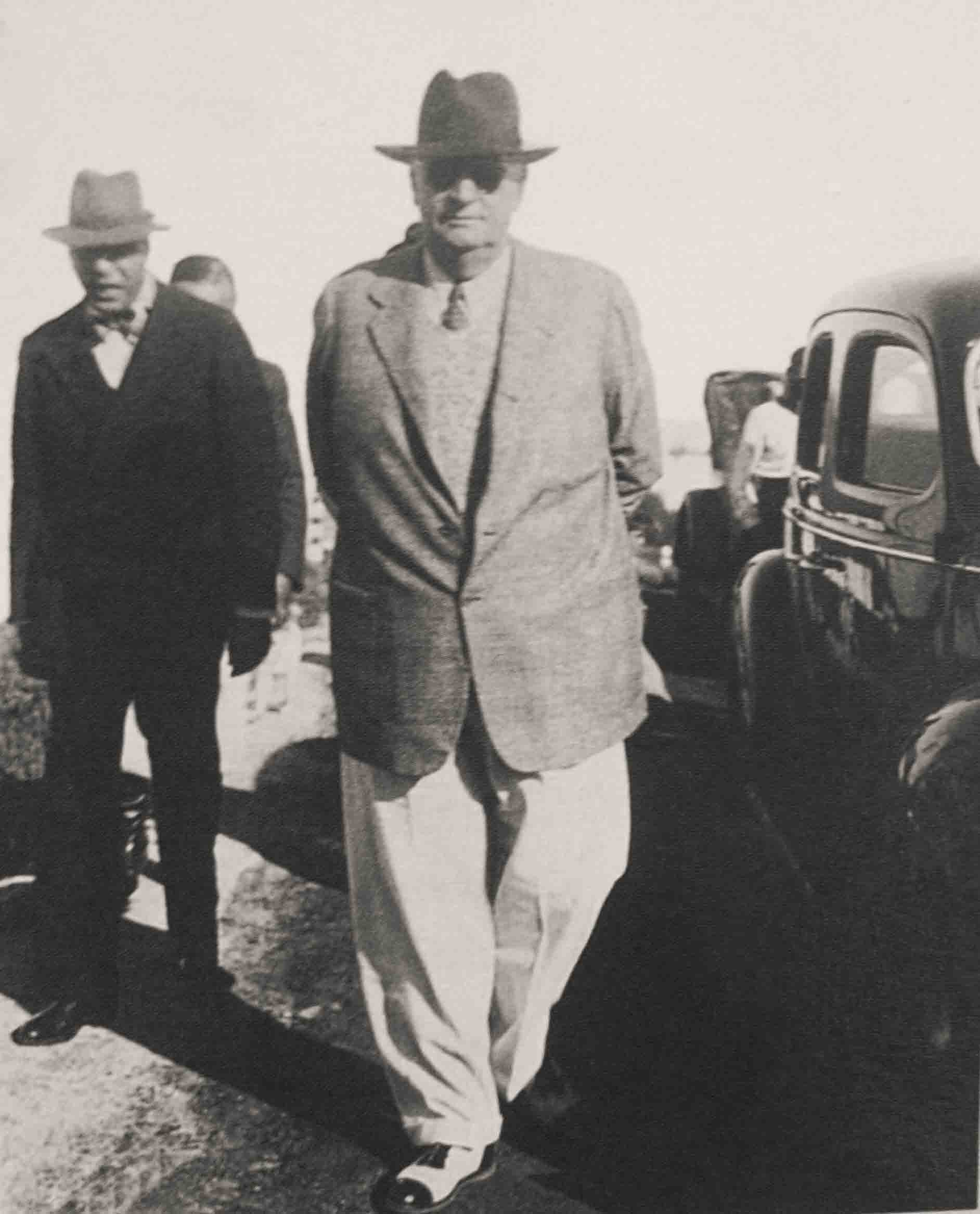
Alvear nel 1940.

Alla fine degli anni '30 la salute di Alvear era peggiorata, a causa di un'influenza dalla quale gli era difficile riprendersi e della situazione politica che il Paese stava vivendo in quegli anni. Nel corso di una riunione del Comitato nazionale furono lette le dimissioni a sorpresa di Alvear, fatte per lasciare la strada libera a Tamborini. Una delegazione si è reò nella sua abitazione di Don Torcuato per informarlo che la commissione aveva respinto le sue dimissioni. Alvear non ha potuto riceverli a causa del suo delicato stato di salute, ma con la sua segretaria come intermediario li ha ringraziati per la visita concludendo che "sono molto malato, con un piede nella fossa".
Il 23 marzo 1942 Marcelo Torcuato de Alvear morì accanto alla moglie Regina Pacini, stroncato da un infarto, nella loro casa di Don Torcuato. Un numero significativo di persone si recò in città per salutare il vecchio presidente, nonostante la pioggia battente. Il giorno seguente la salma fu trasferita alla Casa Rosada e sorvegliato dalle autorità governative, proprio quelle autorità che con brogli elettorali gli avevano precluso l'accesso alla presidenza. Diversi leader che avevano vinto grazie alla frode, come Ortiz, Justo e Rodolfo Moreno, pronunciarono discorsi d'elogio verso Alvear.
Durante il suo funerale si verificarono incidenti quando una folla di persone rubò con la forza la bara dalla liturgia funebre ufficiale tenutasi presso la Casa Rosada; la bara è stata portata a spalle da una folla che scandiva slogan contro il governo sino al cimitero della Recoleta. I suoi resti si trovano tuttora nel mausoleo di famiglia alla Recoleta, insieme a quelli del nonno Carlos María de Alvear e del padre Torcuato de Alvear, accanto alla tomba del caudillo Juan Facundo Quiroga. Il mausoleo è stato progettato dall'architetto Alejandro Christophersen nel 1905.